# Calocomus desmarestii
Calocomus desmarestii là một loài bọ cánh cứng trong họ Cerambycidae.